# Hüll (Drochtersen)
Hüll ist ein Ortsteil der Gemeinde Drochtersen im niedersächsischen Landkreis Stade.

## Geografie und Verkehrsanbindung
Der Ort liegt westlich des Kernbereichs von Drochtersen. Am westlichen Ortsrand fließt die Große Rönne, ein etwa 7 km langer rechtsseitiger Nebenfluss der westlich fließenden Oste. Westlich vom Ort verlaufen die Landesstraße L 113 und die B 495. Die Elbe fließt weiter entfernt östlich. Sie ist  auch die Landesgrenze zu Schleswig-Holstein.

## Geschichte
In Hüll gab es den KunstRaum Hüll. Die öffentlich geförderte Privatinitiative mit Galerie und Bildungseinrichtung war überregional bekannt für ihre Ausstellungen und Konzerte moderner Künstler. Im Jahr 2010 musste der Trägerverein Insolvenz anmelden.

## Vereine
- Der Schützenverein Hüll wurde im Jahr 1902 gegründet.[2]
- Das 1979 gegründete ABC Bildungs- und Tagungszentrum e. V. in Drochtersen-Hüll ist ein gemeinnütziger Verein mit Sitz in Hamburg und Tagungshaus in Hüll, dessen Ziel es ist, emanzipatorische Bildung und Erziehung mit einer machtkritischen Perspektive zu fördern. Ein Schwerpunkt ist die politische Medienbildung.[3]